# Tepilia fastidiosa
Tepilia fastidiosa is een vlinder uit de familie van de Phyditiidae. De wetenschappelijke naam van de soort is voor het eerst geldig gepubliceerd in 1901 door Paul Dognin.